# Marina Ovszjannyikova
Marina Ovszjannyikova, születéskori nevén Marina Tkacsuk (oroszul: Марина Овсянникова) (Odessza, 1978 –) a Pervij Kanal oroszországi állami tévécsatorna producere, akit Ukrajna 2022-es orosz inváziója idején a csatorna élő adásában a háború és a hazugságra épülő állami propaganda elleni tiltakozása tett ismertté.

## Életrajza
1978-ban született Odesszában. Anyja orosz, apja ukrán nemzetiségű. A Kubányi Állami Egyetem újságíró szakán, később a moszkvai Orosz Népgazdasági és Államigazgatási Akadémián tanult. Kezdetben a kubányi helyi rádió- és tévécsatorna hírolvasója volt. Férje a Russia Today orosz állami propagandatévénél dolgozik.

## Háborúellenes tiltakozás
2022. március 14-én a Vremja esti hírműsorban az Ukrajna elleni orosz invázióról szóló élő adásban egy transzparenssel jelent meg a híradós Jekatyerina Andrejeva mögött, amelynek eredeti orosz és angol szövege magyar fordításban a következő: Ne legyen háború. Állítsátok meg a háborút, ne higgyetek a propagandának, itt hazudnak nektek. Oroszok a háború ellen.
Az adást leállították, Ovszjannyikovát a rendőrség őrizetbe vette. A felvételt nem tették online elérhetővé, ami szokatlan ennél a tévécsatornánál. Ovszjannyikova egy előre felvett videót is közzétett a Telegramon, és azt mondta, „szégyelli, hogy a Kreml propagandájának dolgozik”.

## Fordítás
Ez a szócikk részben vagy egészben  a   Marina Ovsyannikova című angol Wikipédia-szócikk ezen változatának fordításán alapul.  Az eredeti cikk szerkesztőit annak laptörténete sorolja fel. Ez a jelzés csupán a megfogalmazás eredetét és a szerzői jogokat jelzi, nem szolgál a cikkben szereplő információk forrásmegjelöléseként.